# Botrychium simplex
Botrychium simplex là một loài dương xỉ trong họ Ophioglossaceae. Loài này được E. Hitchc. mô tả khoa học đầu tiên năm 1823.

## Hình ảnh

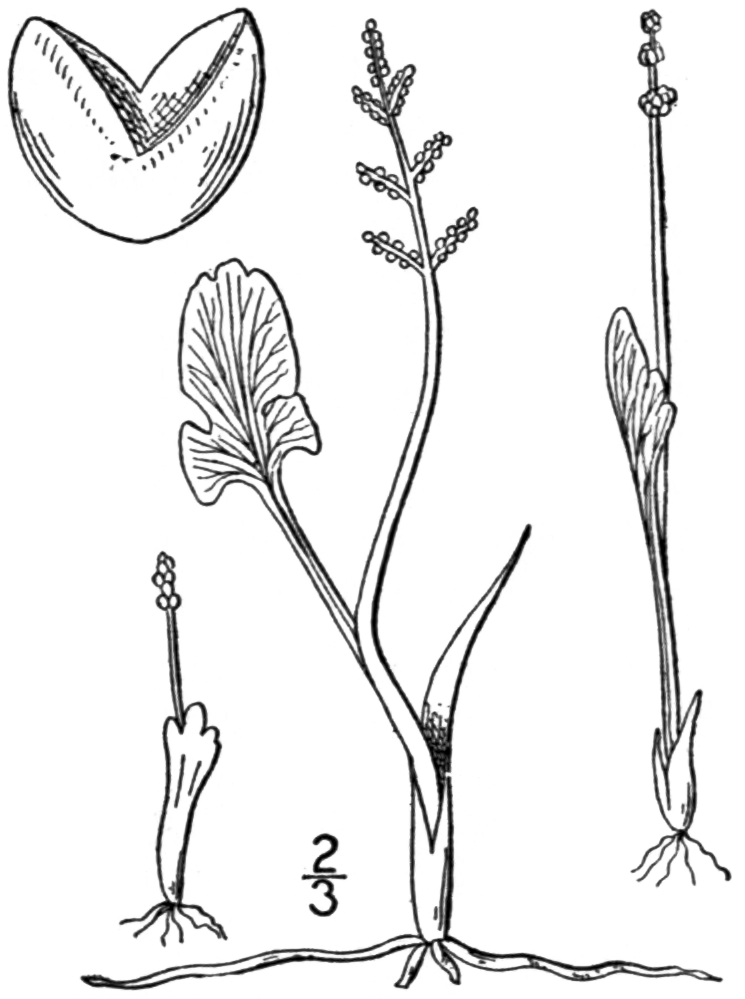
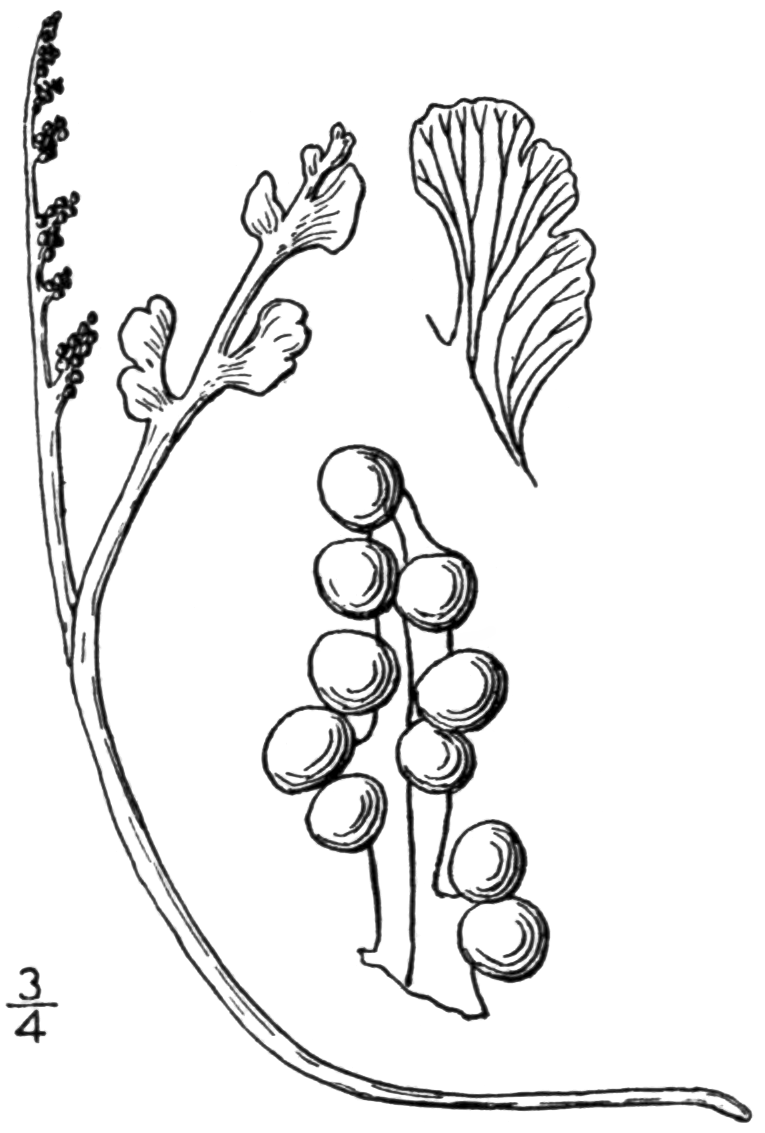
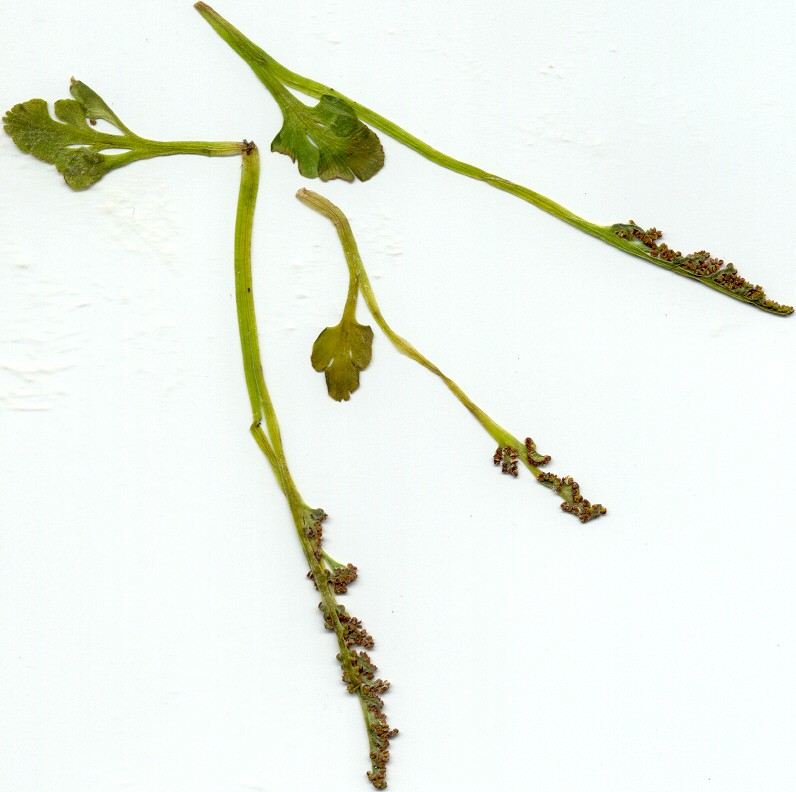
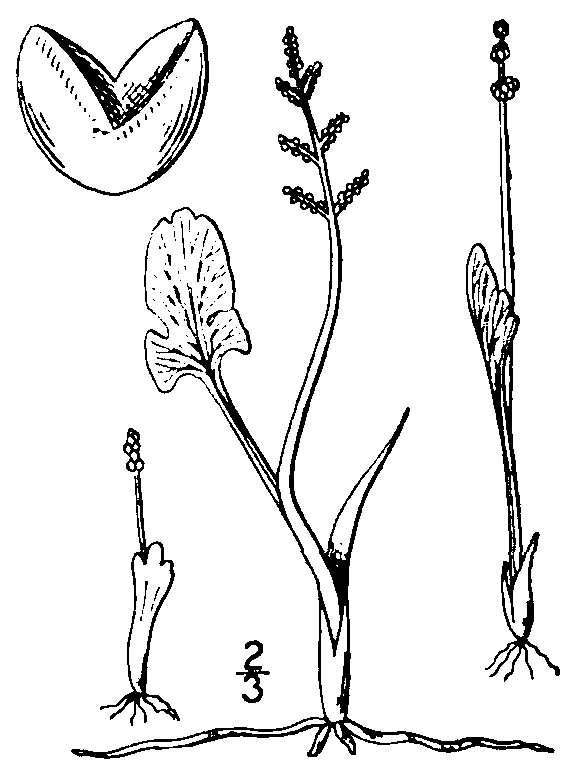